# Fiat France (wielerploeg)
Fiat France was een Belgische wielerploeg die gedurende een jaar bestond in 1977 gesponsord door de Franse vestiging van Fiat. De ploeg stond onder de leiding van Raphaël Géminiani en assistent Robert Lelangue.

## Geschiedenis
Veel renners kwamen over van Molteni-Campagnolo dat in 1976 stopte met bestaan. Onder hen Eddy Merckx en meerdere ploeggenoten. De ploeg bestond aan de start van het seizoen uit elf Belgen, twee Fransen en een Nederlander. De ploeg werd voorgesteld tijdens het Parijse Salon Dauphiné en als doel werd een nieuwe overwinning in de Ronde van Frankrijk voor Eddy Merckx vooropgesteld. Ondanks een eerdere overeenkomst kwamen Merckx en Fiat toch niet tot een overeenkomst aan het einde van het seizoen en Fiat besloot alleen verder te gaan met een nieuwe ploeg (Fiat) terwijl Merckx zelf een nieuwe ploeg oprichtte (C&A).

## Renners
Kees Bal, Robert Bouloux, Joseph Bruyère, Etienne De Beule, Ludo Delcroix, Jos Deschoenmaecker, Bernard Draux, Jos Huysmans, Edward Janssens, Jacques Martin, Eddy Merckx, Frans Mintjens, Jean-Luc Molineris, Karel Rottiers, Patrick Sercu, Roger Swerts

## Belangrijkste overwinningen

### Klassiekers
- Kuurne-Brussel-Kuurne: Patrick Sercu

### Meerdaagse wedstrijden
- Ronde van de Middellandse Zee: Eddy Merckx

### Resultaten in grote rondes
| Jaar | Ronde van Italië   | Ronde van Italië | Ronde van Frankrijk | Ronde van Frankrijk                            | Ronde van Spanje   | Ronde van Spanje |
| Jaar | hoogste klassering | etappewinst      | hoogste klassering  | etappewinst                                    | hoogste klassering | etappewinst      |
| ---- | ------------------ | ---------------- | ------------------- | ---------------------------------------------- | ------------------ | ---------------- |
| 1977 | geen deelname      | geen deelname    | 6e Eddy Merckx      | 7a, 12e 13a etappe Patrick Sercu 7b etappe TTT | geen deelname      | geen deelname    |